# Skeiðarárjökull
Der Skeiðarárjökull ist eine breite Gletscherzunge des Vatnajökull in Island.
Er liegt auf dem Gemeindegebiet von Hornafjörður.

## Lage
Er befindet sich zum überwiegenden Teil im ehemaligen Skaftafell-Nationalpark, heute Teil des Vatnajökull-Nationalparks im Süden des Landes.

## Gletscherläufe
Dieser Gletscher ist wegen seiner Gletscherläufe gefürchtet. Dabei handelt es sich um Flutwellen infolge von Ausbrüchen im Vulkansystem der Grímsvötn. Der bisher letzte große Gletscherlauf folgte 1996 einem Vulkanausbruch im Gjálp und spülte in diesem Bereich einen Teil des Hringvegur auf der vorgelagerten Ebene des Skeiðarársandur fort.

## Abflüsse
Die wichtigsten Abflüsse aus diesem Gletscher sind Skeiðará und Gígjukvísl.